# Arvīds Pelše
Arvīds Pelše (russisch Арвид Янович Пельше, Arwid Janowitsch Pelsche; * 26. Januarjul. / 7. Februar 1899greg. in Zālīte bei Iecava, Gouvernement Kurland, Russisches Kaiserreich; † 29. Mai 1983 in Moskau) war ein sowjetischer Politiker lettischer Nationalität.

## Leben

### Beruf, Ausbildung und Aufstieg
Pelsche war der Sohn einer bäuerlichen Familie im lettischen Bauska-Distrikt in der Region Semgallen. Als Arbeiter war er in Maschinen-Werkstätten in Riga, Wizebsk sowie in Charkow und Petrograd bis 1917 und sodann als Hafenarbeiter in Archangelsk tätig.
Seit 1915 war der Bolschewik Pelsche Mitglied in der Sozialdemokratischen Arbeiterpartei Russlands, der späteren Kommunistischen Partei der Sowjetunion (KPdSU). 1916 begegnete er in der Schweiz Lenin. Die Partei von Archangelsk entsandte ihn zum VI. Parteitag von 1917 nach Petrograd. So war Pelsche dann Mitglied des Petrograder Sowjets zur Zeit der Oktoberrevolution. 1918 war er kurz für die Tscheka tätig, um dann von Lenin nach Lettland beordert zu werden, um dort die Revolution zu organisieren. 1919 begleitete er die Rote Armee. Nach der Niederlage der Kommunisten in Lettland kehrte er nach Russland zurück, um wieder als Polit-Kommissar und Politlehrer bis 1929 in der Roten Armee zu dienen. Danach war er Instrukteur an der zentralen Parteischule des NKWD. Ab 1931 bis 1933 wurde seine politische Ausbildung durch ein Studium am Historischen Institut in Moskau vertieft. Von 1933 bis 1937 war er Deputierter der Kommission für die Sowchosen. Pelsche war einer der sehr wenigen lettischen Kommunisten in der Sowjetunion, die die Lettische Operation des NKWD 1937/1938 überlebten. Von 1937 bis 1940 lehrte er Historischen Marxismus an einem Lehrerinstitut in Moskau.

### In den Zentren der Macht
Seine Treue zur Kommunistischen Partei (KP) ließ ihn in die höchsten Ämter aufsteigen. Seit 1941 war er fest im Parteiapparat der lettischen KP integriert, und zwar von 1941 bis 1959 als Sekretär des Zentralkomitees der KP der Lettischen SSR, in der er die Russifizierung förderte. Vom November 1959 bis April 1966 war er Erster Sekretär der lettischen Partei und ab 1961 Mitglied im Zentralkomitee der KPdSU. Als Leiter der Pelsche-Kommission untersuchte er von 1963 bis 1966 die Todesursache des Stalin-Vertrauten Sergei Kirow aus dem Jahr 1934.
Pelsche war ein Vertreter für einen kollektiven Führungsstil in den Gremien der Partei und für eine Stärkung des Einflusses des Zentralkomitees. So wählte das ZK den schon 67-jährigen als einen von nur wenigen Nicht-Slawen zum Vollmitglied in das höchste politische Gremium der UdSSR, das Politbüro der Kommunistischen Partei der Sowjetunion (KPdSU), und zwar in der Zeit vom 8. April 1966 bis zum 29. Mai 1983. Von 1966 bis 1983 war er auch Vorsitzender des Komitees für Parteikontrolle beim ZK der KPdSU. Im Zentrum der Macht hatte er jedoch keine besondere Bedeutung.
Obwohl er lettischer Herkunft war, stand er wegen seiner strikten Ablehnung eines unabhängigeren Lettlands und der Bekämpfung „nationalistischer Tendenzen“, die auch das Verbot lokaler Feiertage und Bräuche umfasste, bei seinen Landsleuten nur in geringem Ansehen. Erbarmungslos verfolgte er „ideologische Abweichungen“, auch im Werk der Schriftsteller und Dichter, wie etwa Aleksandrs Čaks.
Pelsche schrieb einige Bücher zur Geschichte der KPdSU und zur revolutionären Entwicklung in Lettland. Er war verheiratet mit der Schwester des Politbüromitglieds Michail Andrejewitsch Suslow.

### Ehrungen
- Zwei Mal erhielt er den Titel und Orden Held der sozialistischen Arbeit.
- Sechs Mal wurde er mit dem Leninorden ausgezeichnet.
- Er erhielt den Orden der Oktoberrevolution und andere Auszeichnungen.
- Das Polytechnische Institut Riga erhielt nach seinem Tode seinen Namen als Zusatz.
- Seine Urne wurde nach einem Staatsbegräbnis an der Kremlmauer in Moskau bestattet.